# Baby Ruth
Baby Ruth, de nacimiento Ruth Smith, (Kempton, Indiana, 8 de febrero de 1902-29 de noviembre de 1941) fue una de las más famosas mujeres gordas de circo del siglo XX. 

## Biografía
Nació según la mayoría de las cuentas pesando ya 16 libras (7 kilos). Con un año alcanzó las 50 libras (22 kilos) y las 300 (136 kilos) a los diez. Pero vista su ascendencia, no era algo tan extraño. Al momento de su nacimiento, su madre pesaba 600 libras (272 kilos) y alcanzó un peso máximo de 720 (326 kilos); también era una mujer gorda de circo, presentada como El Dirigible Humano durante la Primera Guerra Mundial, cuando la palabra "dirigible" era novedosa. Algunas cuentas informan que su abuela también fue una mujer gorda profesional. Sin embargo, en principio ella optó por una vida lejos de las barracas de feria, estudiando y trabajando como secretaria en la adolescencia. Pero cuando alcanzó las 400 libras (180 kilos), necesitando una silla reforzada en la oficina y llamando demasiado la atención, aceptó empezar a exhibirse en el circo junto a su madre, bajo el nombre de Ima Waddler.
Pronto empezaron a correr rumores de doble sentido sobre Smith, plasmados incluso en la revista Life donde se leyó "le gusta entretener a gigantes y pulpos humanos de tres piernas", o según una publicación sensacionalista que había tenido una aventura con un enano bien dotado. Su nombre artístico cambió a Lady Fat Beautiful, y finalmente Baby Ruth, que era además el nombre de una popular barrita de chocolate y cacahuete.
Su tamaño y fama crecieron rápidamente y en 1931 fue contratada por el Ringling Brothers and Barnum & Bailey Circus. Mientras se presentaba en Nueva York, conoció a Joe Pontico, un vendedor de globos en Madison Square Garden con sobrepeso, que en la temporada baja dirigía un restaurante italiano en Florida, a quien le gustaba tanto cocinar como a Smith comer. Formaron un feliz matrimonio y tuvieron una hija, algunos informes indican que adoptada. De ser biológica, no heredó la tendencia materna a engordar, aunque tampoco lo había hecho la propia hermana de Ruth, una mujer de peso promedio que trabajaba como modelo.
Al inicio de su carrera, como era habitual en este tipo de artistas, se le adjudicaba un peso mayor para aumentar la expectación, por lo que las fotos que firmaba tras el espectáculo le acreditaban 700 libras cuando aun no había alcanzado las 500. Smith era una mujer honesta y confesó a su amiga Dolly Dimples que se sentía como un fraude y quería darle al público una auténtica mujer gorda de 750 libras con la que maravillarse, porque cuanto más volumen, más éxito. 
Como "La señora gorda más gorda" ganaba 300 dólares diarios, incluso en plena Gran Depresión. Con lo ganado, se compró una casa en Florida para residir durante la temporada baja, preparada para su comodidad, con muebles a medida y baño adaptado, con piso de madera de tablas especiales reforzadas. Según una leyenda, un día que Smith fue a visitar a su hermana, el suelo se rompió y tuvieron que llamar a una grúa para desatorarla. 
Smith trabajaba con diligencia para aumentar de peso, comiendo tanto como podía de los platos que su esposo le preparaba. Tenía un gran espejo de tres cuerpos para poder observar su progreso desde todos los ángulos. Para la temporada de 1941, el circo la anunciaba de 816 libras (369 kilos) y entonces se propuso ser la primera mujer gorda profesional en alcanzar las 1.000 libras (450 kilos).
Solo había sufrido un revés en su constante ascenso. En la fría primavera de 1935, mientras se exhibía en su corto camisón, sufrió una grave neumonía. Sobrevivió pero convaleciente, perdió 200 libras y el cambio de peso le afectó tanto la espalda que no podía caminar. Su médico le recomendó recuperar su peso anterior. El año en cama la dejó débil pero recuperó las 500 libras.
Un nuevo problema interfirió en su movilidad cuando se le desarrolló un quiste sebáceo detrás de la rodilla izquierda, que le provocaba constante irritación. Al terminar la temporada, a finales de 1941, se registró en un hospital de Tampa para que se lo extirparan. En la sala de operaciones, la mesa se derrumbó bajo su peso; Smith dijo que solo volvería al quirófano si construían una mesa especial reforzada y así se hizo, pero falleció durante la operación. La causa oficial consta como insuficiencia cardíaca, pero se sospecha que le fue administrada una dosis excesiva de anestesia. La cantidad adecuada es difícil de calcular en personas con obesidad y obesidad mórbida.
Muchos fenómenos de la época, y personas del mundo del espectáculo de feria y carnaval asistieron a su funeral.